# Subansiri
Der Subansiri ist ein rechter Nebenfluss des Brahmaputra im autonomen Gebiet Tibet sowie in den indischen Bundesstaaten Arunachal Pradesh und Assam.
Der Subansiri entspringt im Kreis Cona auf der tibetischen Seite – nördlich des Hauptkamms des Assam-Himalayas. Er wird von den Gletschern nördlich des Nyegi Kangsang gespeist. Der Subansiri fließt anfangs ein kurzes Stück nach Nordwesten, wendet sich dann aber nach Nordosten und Osten. Er durchquert den südlichen Teil des Kreises Lhünzê. Im Anschluss durchschneidet der Fluss den Himalaya-Hauptkamm und überquert die Grenze zu Indien. Nach weiteren 90 Kilometern ändert der Fluss seine Fließrichtung nach Süden.
Bei Daporijo, der Distrikthauptstadt von Upper Subansiri, mündet der Sigin von rechts in den Subansiri. Weiter flussabwärts trifft die Kamla, ebenfalls von Westen, auf den Subansiri.
Der Subansiri überquert die Grenze zum südlich gelegenen Bundesstaat Assam.
Unmittelbar danach befindet sich die im Bau befindliche Lower-Subansiri-Talsperre.
Am Unterlauf liegen die Distrikte Dhemaji und Lakhimpur. Am Flussufer befindet sich die Distrikthauptstadt North Lakhimpur. Der Subansiri nimmt noch den Nebenfluss Dikrong von rechts auf, bevor er in den Brahmaputra mündet.
Der Subansiri hat eine Länge von 442 km. Sein Einzugsgebiet umfasst 32.640 km².